# Chimen
Chimenul (Carum carvi) este o plantă bienală din familia Apiaceae, care crește în Europa și în vestul Asiei în soluri argiloase, uscate. Are, ca și chimionul, nevoie de foarte mult soare pentru a se dezvolta în condiții ideale și pentru a produce fructe aromate.

## Descriere
Planta are un aspect similar cu cel al mărarului, cu frunze fin ramificate, care cresc pe tulpini de 20–30 cm. Pețiolul florii are 40–60 cm, iar florile sunt mici, de culoare albă sau roz. Fructele (numite eronat semințe) sunt achene în formă de semilună, de aproximativ 2 mm lungime.
Planta preferă locațiile calde, însorite și solul bine drenat.
Chimenul (în engleză caraway) (în Moldova este numit secărică) nu este același lucru cu chimionul (Cuminum cyminum, în engleză cumin). Identificarea lor este incorectă și foarte mulți fac această confuzie în diverse publicații, în special pe internet. De la chimen se folosesc în general fructele sau rădăcina, iar de la chimion se folosesc atât semințele cât și fructele. Semințele de chimion sunt mai iuți, mai deschise la culoare și mai mari decât fructele chimenului. Chimionul este utilizat pe post de condiment cu preponderență în Africa de Nord, Orientul Mijlociu, vestul Chinei, India, Cuba și nordul Mexicului. Chimenul, pe de altă parte, este folosit la condimentarea brânzeturilor, a cărnii, sau la prepararea supelor și cremelor de legume în special în Europa Centrală și Scandinavia.

## Cultivarea și utilizările
Fructele au un miros și gust puternice, asemănătoare cu ale anasonului, care provin de la uleiurile aromatice conținute. Fructele de chimen, întregi sau măcinate, sunt folosite ca mirodenie în diverse feluri de pâine, în special pâinea de secară.
Chimenul este de asemenea folosit în lichioruri, mâncăruri gătite la cuptor, precum și în diverse alte feluri de mâncare, aparținând în special bucătăriilor din Europa Centrală și Scandinavia, un exemplu fiind varza acră. Este folosit și pentru a aroma brânzeturile cum ar fi havarti. Akvavit și câteva alte lichioruri conțin de asemenea chimen. Infuzia preparată din semințe de chimen este folosită pentru calmarea colicilor intestinale. Uleiul din semințe de chimen este folosit ca ingredient în săpunuri, loțiuni și parfumuri.
În una dintre nuvelele cuprinse în Oameni din Dublin de James Joyce, un personaj mănâncă fructe de chimen pentru a-și ascunde mirosul de alcool al respirației.
Astăzi, chimenul este și o plantă de cultură, este cultivat în toată Europa, pentru calitățile sale de aromatizat și condiment, cunoscut și folosit din timpuri străvechi în bucătărie, chimenul este considerat și o plantă medicinală, fructele sale fiind apreciate ca și adevărate medicamente.
Chimenul sălbatic crește foarte risipit, în fânețe, pe câmpuri, la marginea pădurilor, semințele sunt mici, mult mai mici decât semințele chimenului cultivat, care sunt mai bogate în ulei volatil și mult mai puternice din punct de vedere medicinal, se găsesc în toate magazinele naturiste.